# Alexandr Miakinin
Alexandr Miakinin –en hebreo, אלעקסאנדער מיעקנין; en ruso, Александр Мякинин– (1995) es un deportista israelí de origen ruso que compite en gimnasia artística. Ganó una medalla de bronce en el Campeonato Europeo de Gimnasia Artística de 2020, en la prueba de barra fija.

## Palmarés internacional
| Campeonato Europeo | Campeonato Europeo | Campeonato Europeo | Campeonato Europeo |
| Año                | Lugar              | Medalla            | Prueba             |
| ------------------ | ------------------ | ------------------ | ------------------ |
| 2020               | Mersin (Turquía)   | Medalla de bronce  | Barra fija         |